# Michał Życzkowski

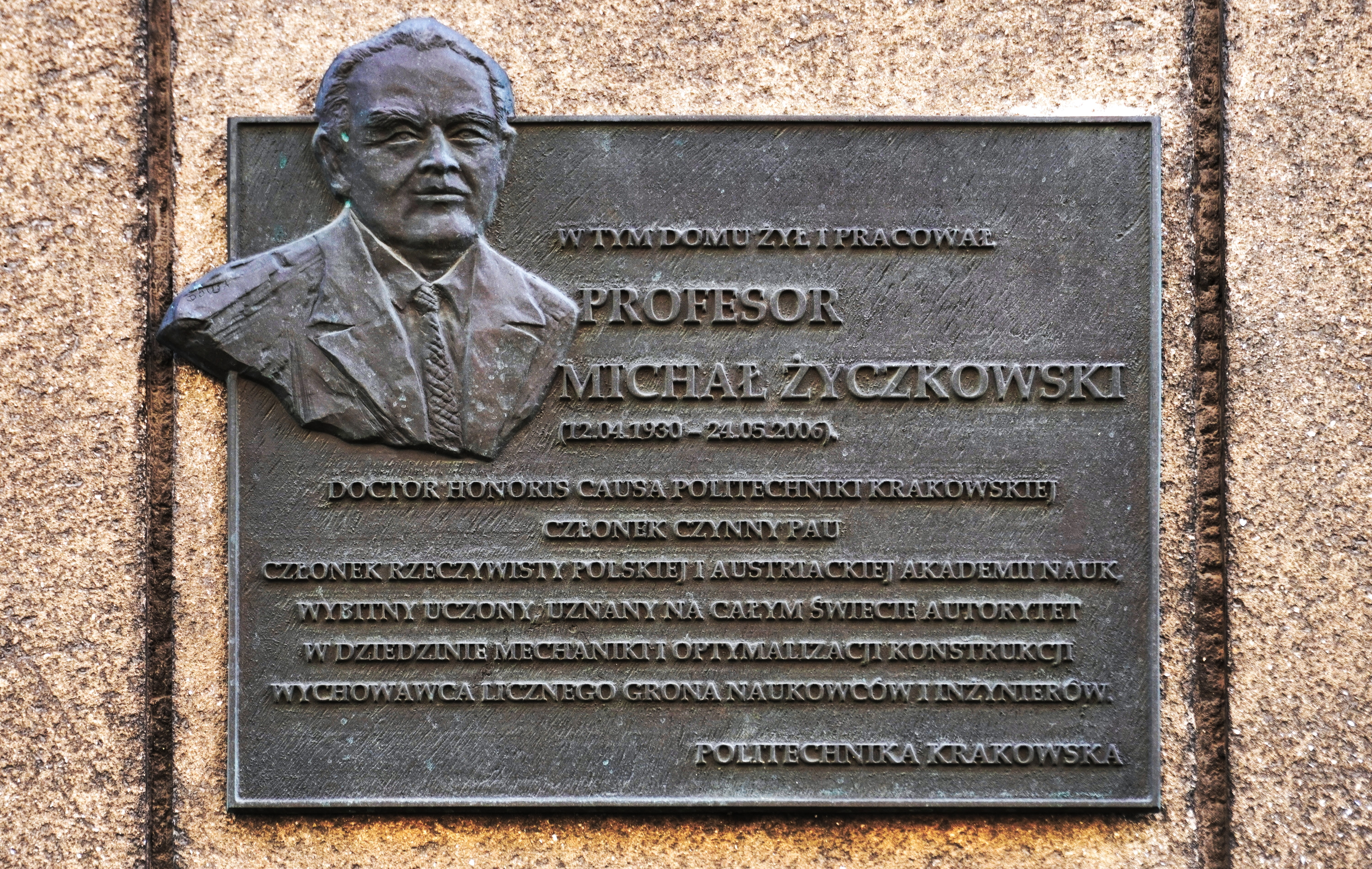
Tablica upamiętniająca prof. Michała Życzkowskiego w elewacji kamienicy przy ul. Jerzego Żuławskiego 4 w Krakowie

Michał Życzkowski (ur. 12 kwietnia 1930 w Krakowie, zm. 24 maja 2006 w Krakowie) – profesor mechaniki stosowanej na Politechnice Krakowskiej, członek rzeczywisty PAN, PAU, korespondent Austriackiej Akademii Nauk. Syn Józefa Życzkowskiego. Specjalista w dziedzinie teoria plastyczności, reologii, stateczności i optymalnego kształtowania konstrukcji oraz matematyki stosowanej. Wypromował 29 doktorów, spośród nich 11 uzyskało stopień doktora habilitowanego, a 5 tytuł naukowy profesora.

## Życiorys
W 1955 uzyskał stopień doktora nauk technicznych (pierwszy doktor wypromowany w Politechnice Krakowskiej), a w 1959 dyplom Imperial College London. W 1960 otrzymał stopień doktora habilitowanego za prace z teorii pełzania, w 1962 tytuł profesora nadzwyczajnego, a w 1969 tytuł profesora zwyczajnego. W 1970 został profesorem wizytującym University of Massachusetts Amherst (UMASS). Od 1973 był członkiem korespondentem PAN, a od 1989 członkiem rzeczywistym PAN. W 1993 został profesorem wizytującym we Wspólnym Centrum Badawczym w Ispra we Włoszech. Od 1991 członek czynny PAU. W 1995 otrzymał tytuł doctor honoris causa Politechniki Krakowskiej. Od 1997 był członkiem Austriackiej Akademii Nauk.
Z małżeństwa z Teresą Heydel miał czworo dzieci: Karola, Adama, Stefana i Annę.

## Publikacje
Autor (lub współautor) 294 publikacji, autor monografii „Obciążenia złożone w teorii plastyczności” (PWN 1973), oraz "Combined Loadings in the Theory of Plasticity", (PWN-Nijhoff 1981). Współautor 10 książek zespołowych w tym monografii „Nośność rozdzielcza w teorii plastyczności”, PK, Kraków 1998. Członek rad redakcyjnych czasopism „Structural Optimization”, „International Journal of Plasticity”, „International Journal of Mechanical Sciences” oraz Zeitschrift für Angewandte Mathematik und Mechanik (ZAMM), członek honorowy Polskiego Towarzystwa Mechaniki Teoretycznej i Stosowanej.

## Odznaczenia
Źródło: Kto jest kim w Polsce 1989
- Krzyż Kawalerski Orderu Odrodzenia Polski (1973)
- Krzyż Oficerski Orderu Odrodzenia Polski (1989)
- Medal Komisji Edukacji Narodowej
- Odznaka tytułu Zasłużony Nauczyciel PRL